# Un paso más en la batalla
Un paso más en la batalla è il secondo album da V8, pubblicato nel gennaio 1985 da Threshold. L'album è l'ultimo a caratterizzare il batterista e il chitarrista Gustavo Rowek Osvaldo Civile. Alcune delle canzoni sono stati organizzati e composti nel corso della registrazione stessa, come nel caso di "Lanzado al mundo hoy", di solito i soggetti sono stati gestazione dal bassista Ricardo Iorio a casa, con la chitarra acustica, poi in prove stava accadendo alla loro coetanei base, Fischiai la melodia e dopo i singoli contributi di ogni musicista, componendo le lettere. Dopo una registrazione caotico, l'album è stato completato nel settembre 1984, ma sarà in vendita all'inizio del 1985 solo per i vari ritardi.

## Tracce
- Tutte le canzoni sono state composte da Ricardo Iorio, Osvaldo Civile, e Gustavo Alberto Zamarbide Rowek.

Lato A
1. Deseando destruir y matar
2. Siervos del mal
3. La mano maldita
4. Cautivos del sistema

Lato B
1. Lanzado al mundo hoy
2. Ideando la fuga
3. Camino al sepulcro
4. Momento de luchar